# Xanthoparmelia mougeotina
Xanthoparmelia mougeotina är en lavart som först beskrevs av William Nylander och som fick sitt nu gällande namn av D. J. Galloway. 
Xanthoparmelia mougeotina ingår i släktet Xanthoparmelia och familjen Parmeliaceae. Inga underarter finns listade i Catalogue of Life.